# Arevashogh
Arevashogh (en arménien Արևաշող ) est une communauté rurale du marz de Lorri en Arménie. En 2008, elle compte 2 718 habitants.